# Wisbech St. Mary
Wisbech St. Mary è un villaggio e parrocchia civile dell'Inghilterra, appartenente alla contea del Cambridgeshire.